# Arroyofresno (stanice metra v Madridu)
Arroyofresno (plným názvem španělsky Estación de Arroyofresno) je stanice metra v Madridu. Nachází se na křižovatce ulic María de Maeztu a Federica Montseny ve čtvrti Mirasierra v obvodu Fuencarral – El Pardo v severní části města. Stanicí prochází linka 7 a leží v tarifním pásmu A; nástupiště jsou bezbariérově přístupná. Výstupy ze stanice jsou vedeny do ulic Arroyo del Monte a María de Maeztu.

## Historie
Stavební práce na stanici začaly v listopadu 1996, stanice byla budována mezi dvěma zemními stěnami. I s celým úsekem ji postavila španělská společnost FCC.
Ačkoliv byl související úsek linky metra dán do provozu 29. března 1999 jako součást prodloužení linky 7 ze stanice Valdezarza do stanice Pitis, stanice byla otevřena prakticky až o 20 let později, 23. března 2019. Do té doby vlaky metra stanicí projížděly, neboť na povrchu nestála žádná obytná zástavba. Až v roce 2017, kdy došlo k výstavbě nové čtvrti, ohlásila předsedkyně regionální rady Cristina Cifuentes záměr dokončit stanici do konce volebního období. Jelikož byla stanice poničena vandalismem, muselo dojít k její rekonstrukci a stanice byla konečně otevřena v březnu 2019 novým předsedou regionální rady Ángelem Garridem.

## Popis
Stanice je pod křižovatkou ulic María de Maeztu a Federica Montseny, směrem do stanice Pitis trať stoupá 40 ‰ a vede pravotočivým směrovým obloukem.

## Fotogalerie

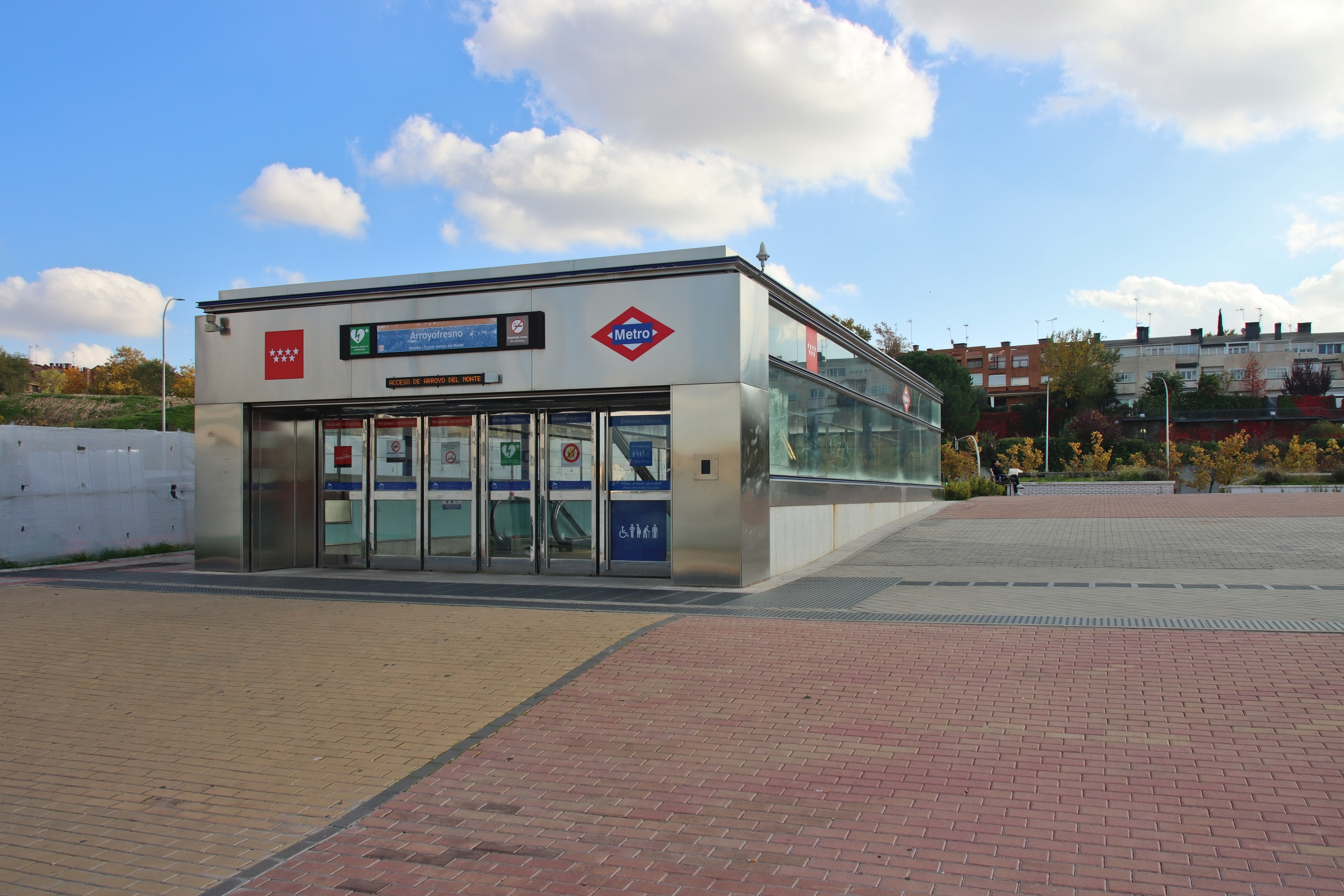
Vstup do stanice
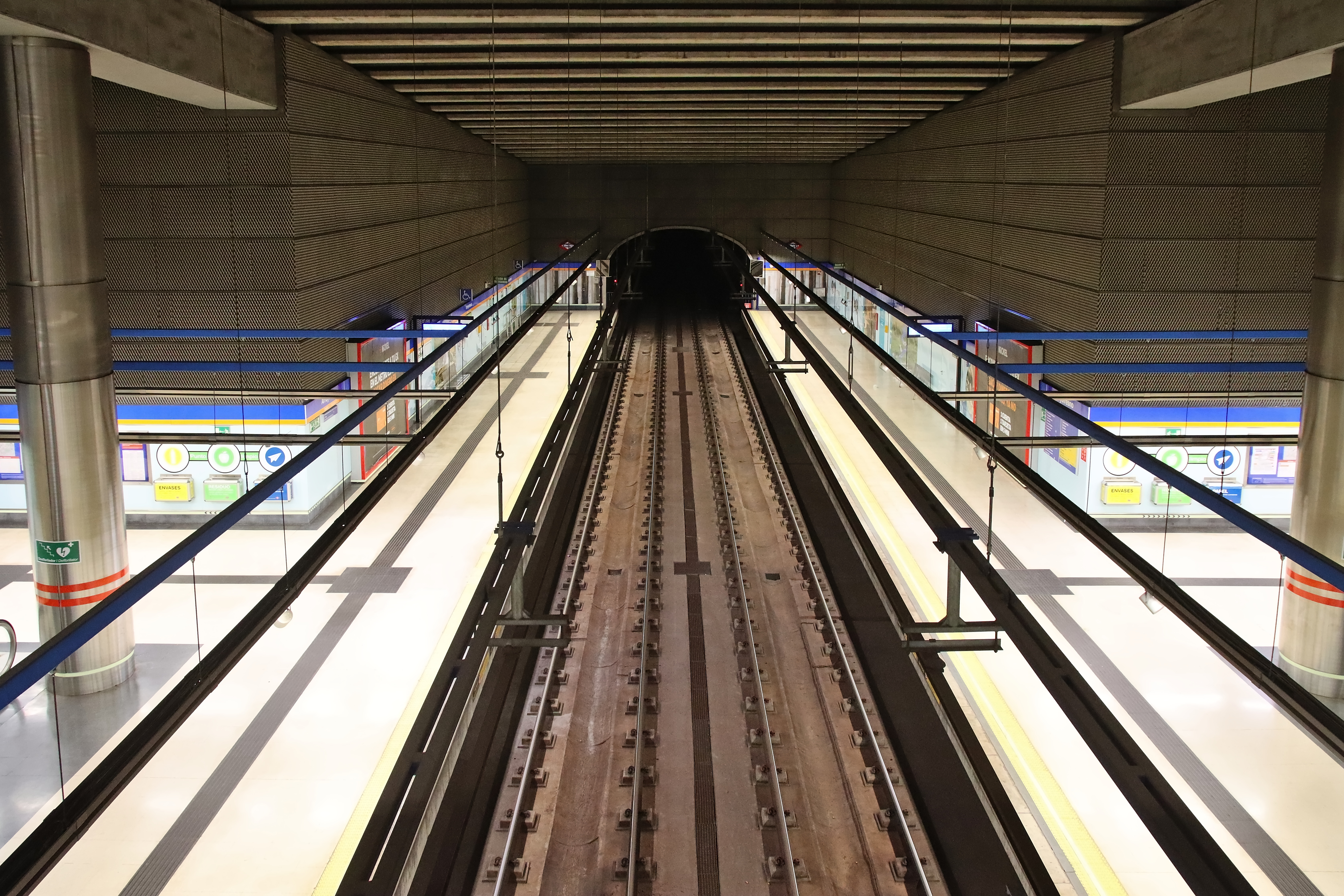
Horní pohled na stanici
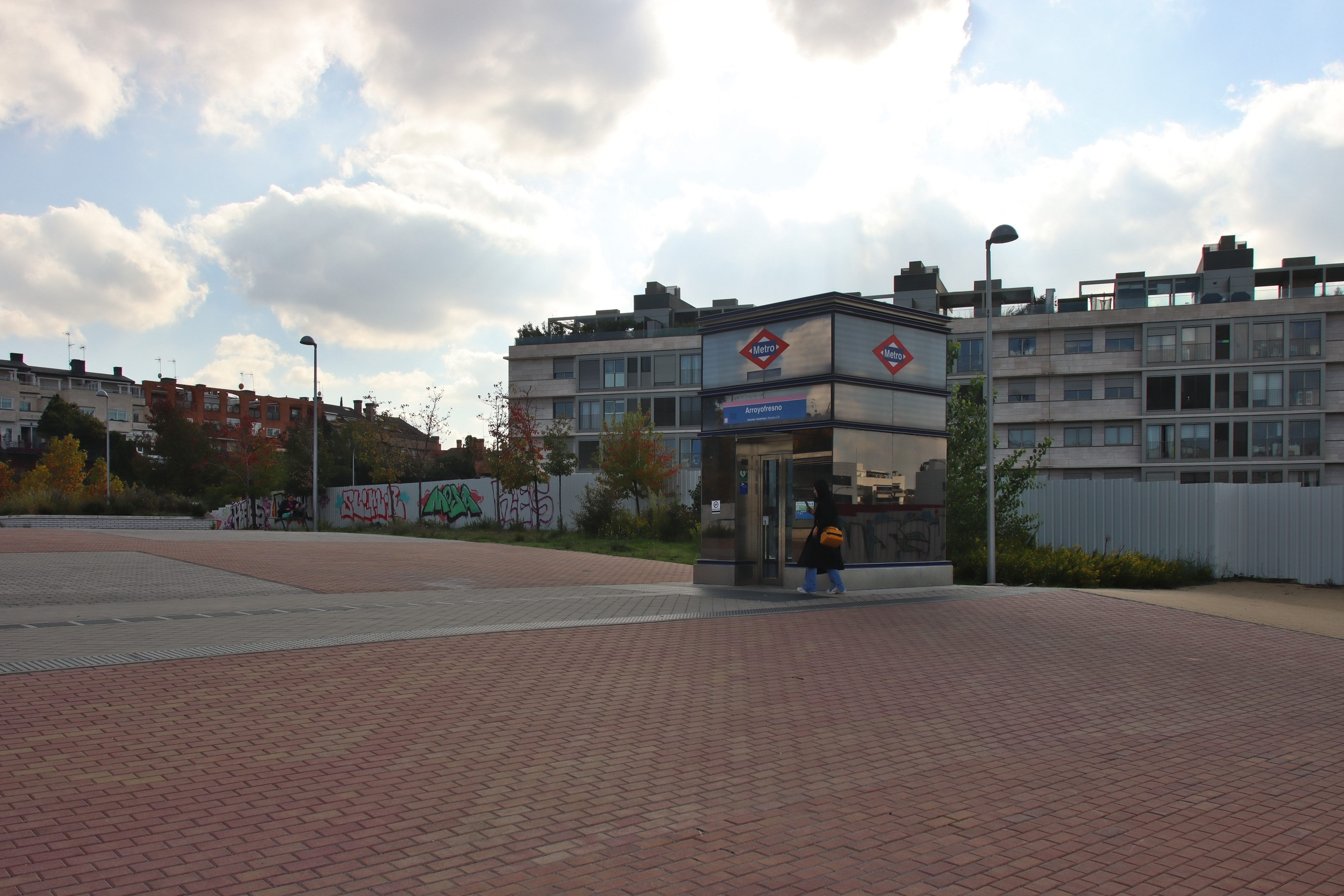
Výtah do stanice
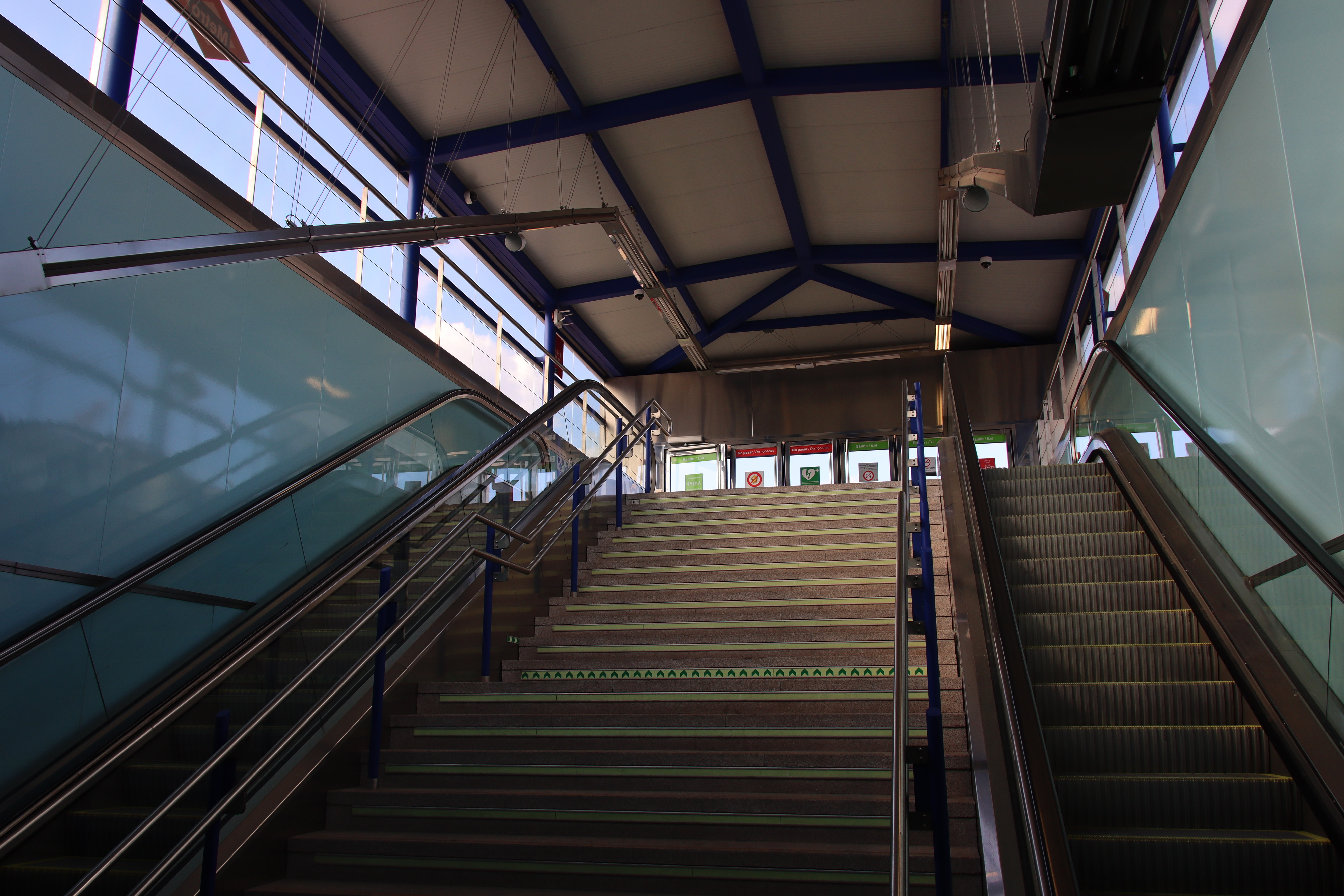
Schodiště u vstupu do stanice
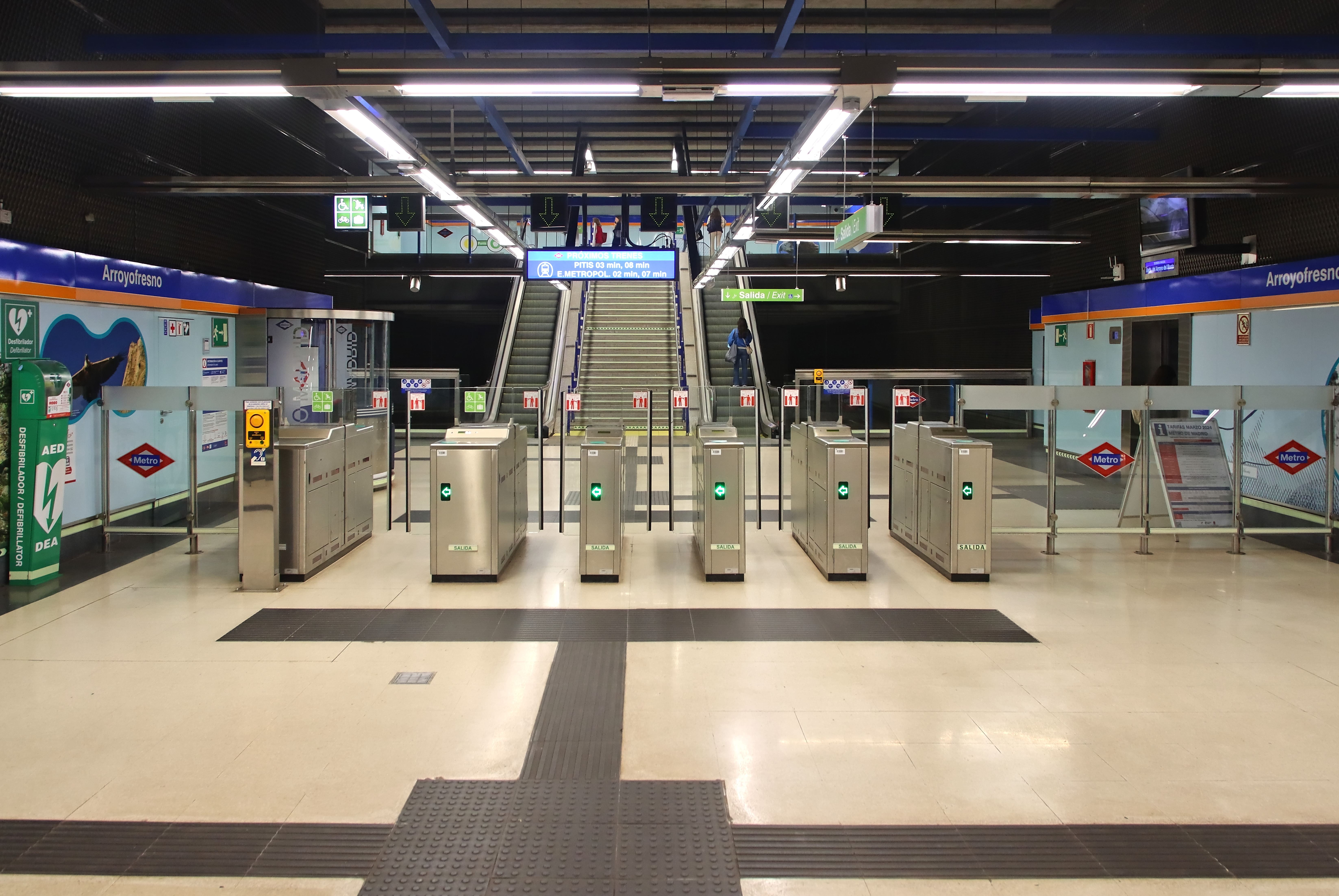
Turnikety
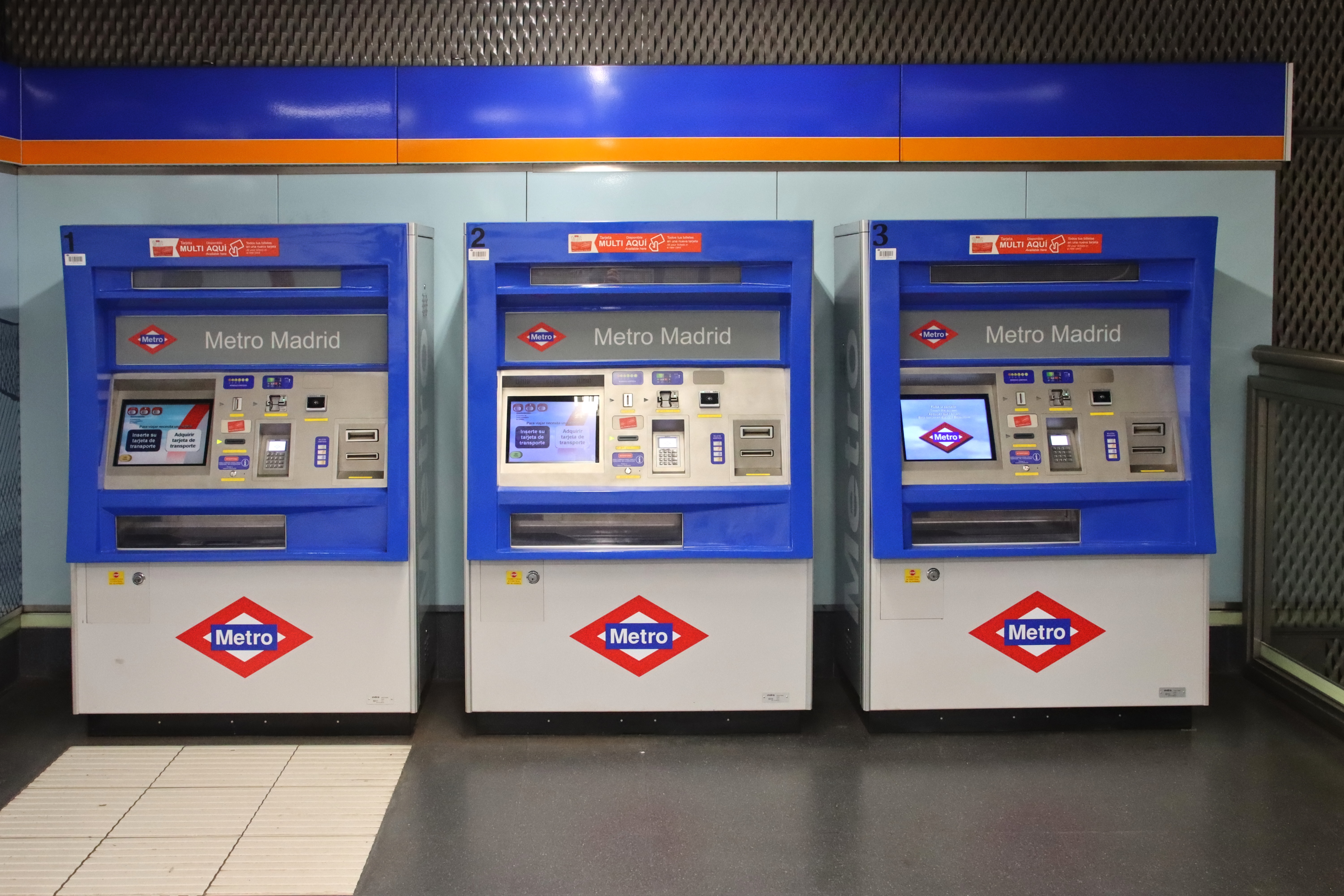
Automaty na jízdenky
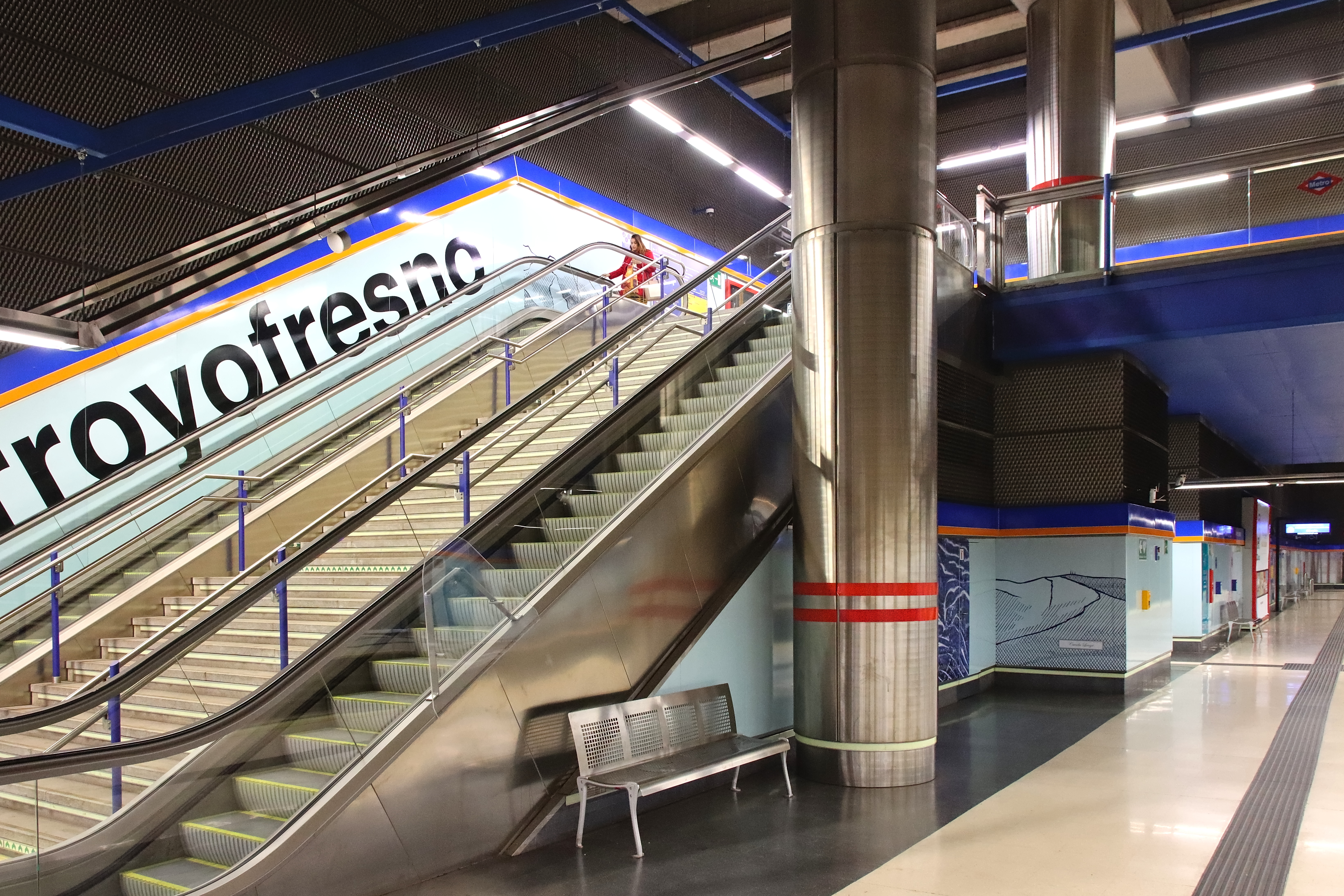
Eskalátory
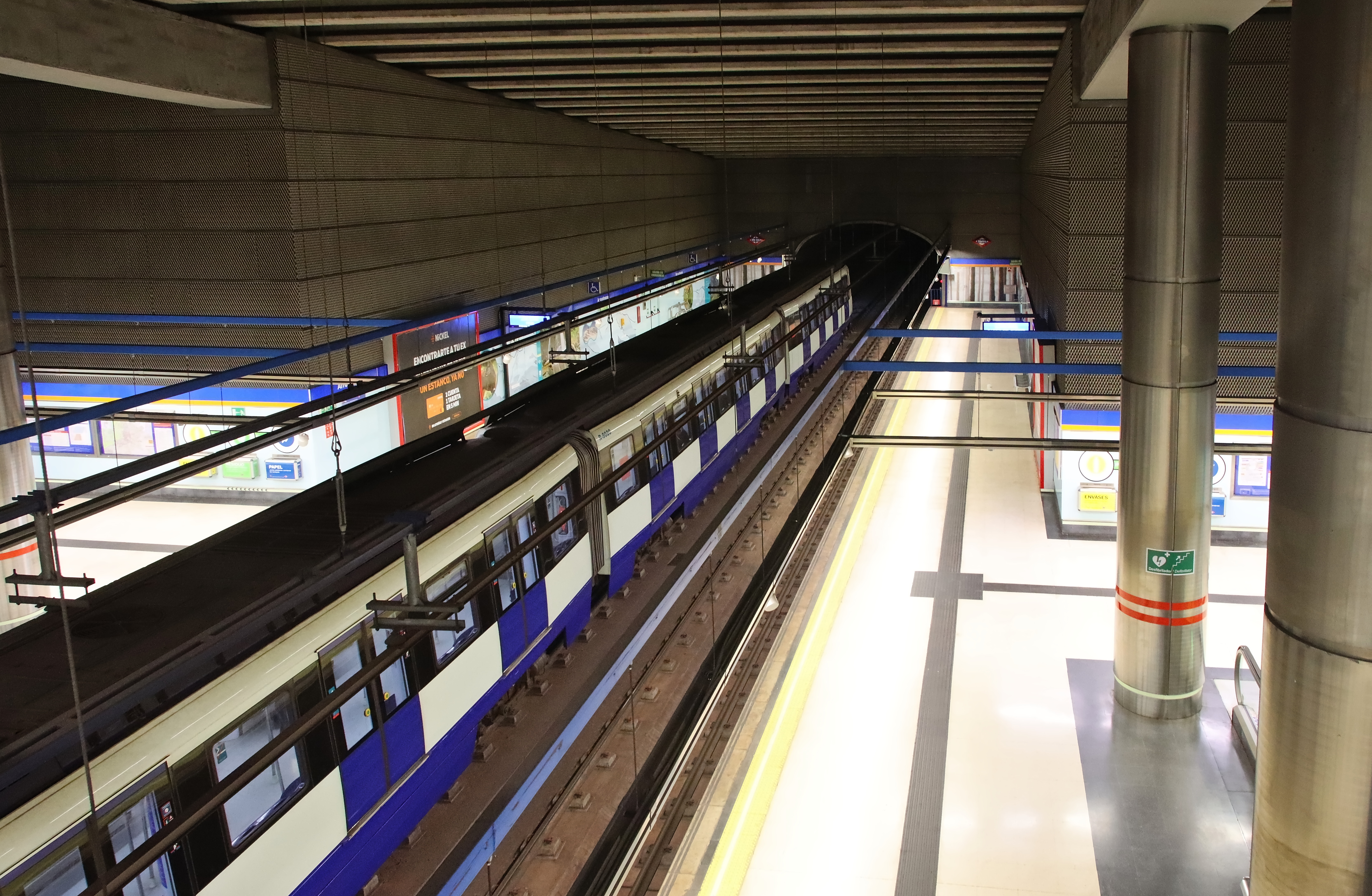
Horní pohled na nástupiště a kolejiště se soupravou metra
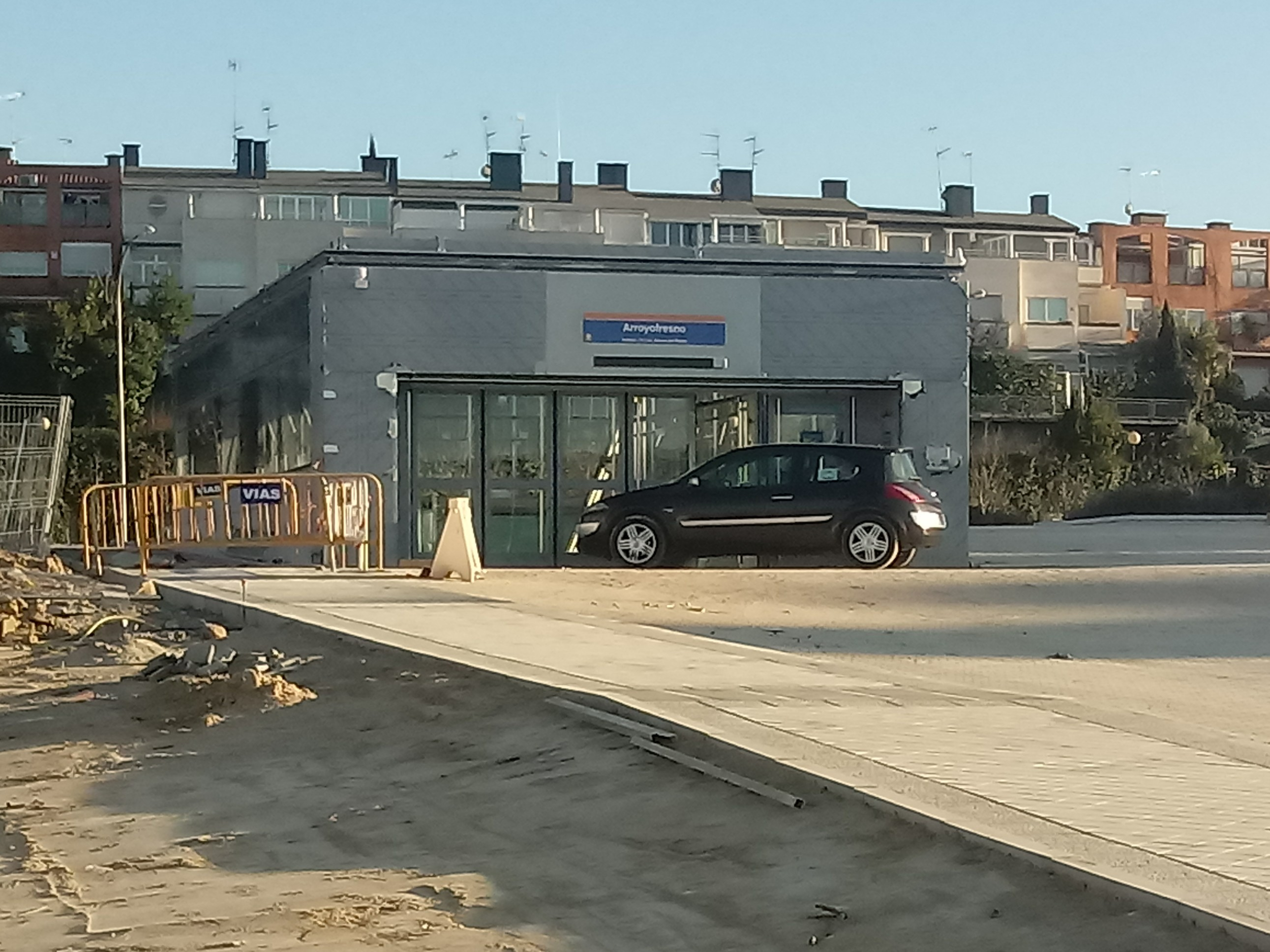
Výstavba vstupu
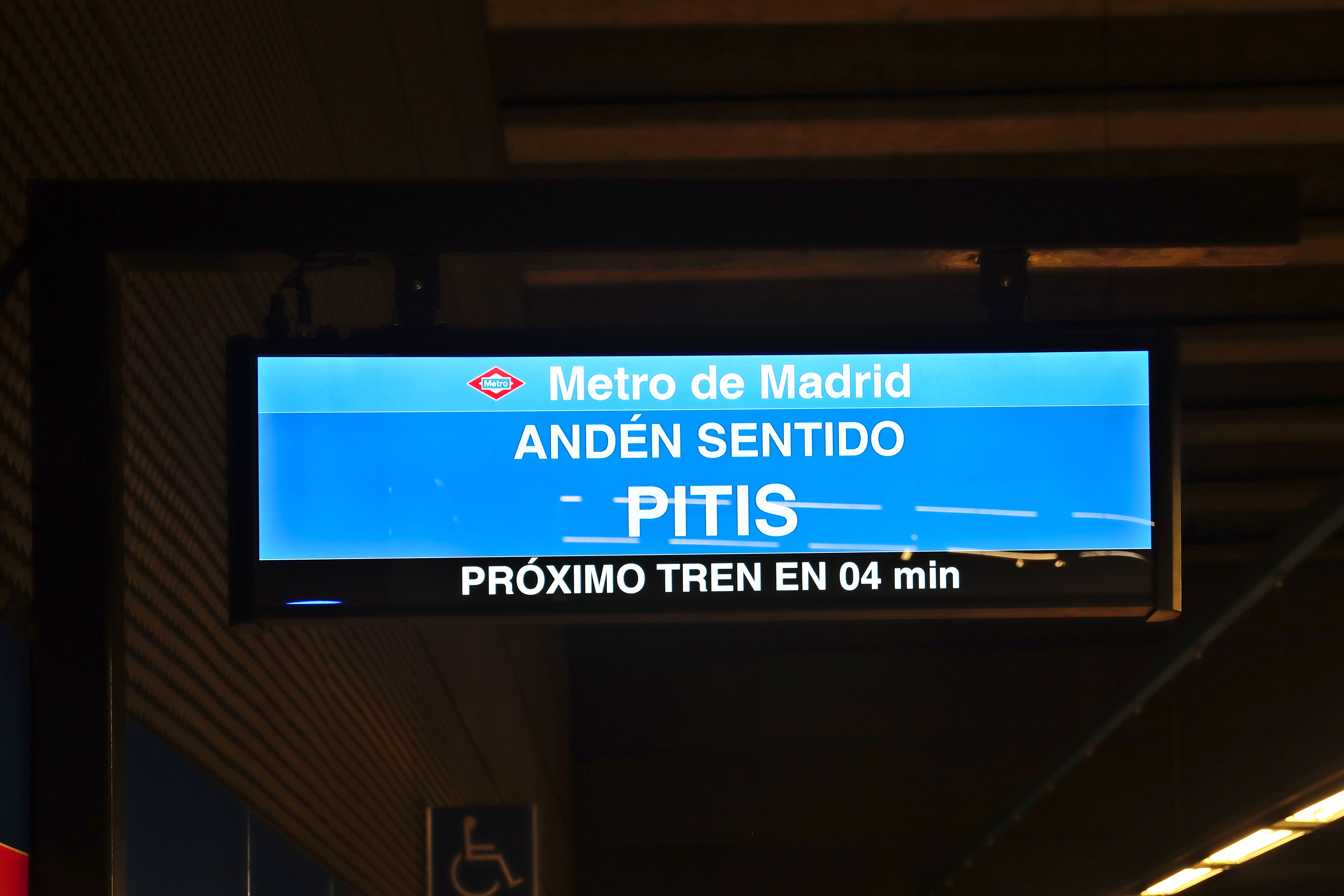
Informační LCD panel s odjezdem nejbližší soupravy